# Кејт Макинон
Кејт Макинон Бертолд  (енгл. Kate McKinnon Berthold; Њујорк, 6. јануар 1984)  је америчка глумица, комичарка и списатељица.

## Биографија
Макинон је рођена на Лонг Ајленду у граду Си Клиф у Њујорку  у породици Лауре Кембел и Мајкла Томаса Бертолда, архитекте. Има млађу сестру, комичарку Емили Лин.
Као дете, Макинон је свирала неколико инструмената. Почела је да свира клавир са пет година, виолончело са 12, а сама је научила да свира гитару са 15 година 
Дипломирала је  на Универзитету Колумбија 2006. године са дипломом у области позоришта. Такође је била члан Прангстгрупа, студентске комичарске групе која је постављала и снимала разрађене колеџ подвале.
Године 2007. Макинон се придружила оригиналној глумачкој екипи Лого ТВ -а The Big Gay Sketch Show, где је била члан глумачке екипе све три сезоне.
Од 2008. редовно је изводила скеч комедију уживо у позоришту у Њујорку. Године 2016. глумила је у поновном издању Истеривача духова, заједно са Мелисом Макарти и другим члановима СНЛ -а Кристен Виг и Лесли Џонс.
Макинон се појављивала као гласовна глумица у серијама попут Симпсонових (Хети) и Породични човек (Карен/Хеви) и у филмовима као што су У потрази за Дори, Angry Birds Movie, Фердинанд и DC League of Super-Pets.

### Уживо суботом увече
Макинон се придружила екипи Уживо суботом увече као истакнута глумица 7. априла 2012, након извештаја од 28. марта 2012 да је ангажована. Унапређена је у статус сталног глумца  репертоара у сезони 39 2013. године.
Макинон је почела да се појављује као Хилари Клинтон у серији која је претходила председничким изборима 2016. године. Макинон је рекла да њена имитација Хилари Клинтон потиче из дубоког дивљења и да је „недвосмислено желела да она победи“ на председничким изборима. 
Макинон је позната по својим имитацијама славних, поп певача Џастина Бибера, телевизијске водитељке комичарке Елен Деџенерес и бројних политичких личности, укључујући америчког државног тужиоца Џефа Сешнса, сенатора Линдзи Грејама, судију Врховног суда Рут Бејдер Гинсберг, Клинтонове, Роберта Милер, Ангелу Меркел и Рудија Џулијанија.
Повратак Кејт у сезону 46 званично ју је учинио најдужим женским чланом у серијалу. Макинон напушта серијал после 47. сезоне.

## Лични живот
Макинон је била у вези са фотографкињом и глумицом Џеки Абот. Док је уручивала Елен Деџенерис награду Керол Барнет на додели Златног глобуса 2020. године, Макинон је рекла да је лезбејка и захвалила се Деџенерес што је учинила да јој је било мање страшно да прихвати своју сексуалну оријентацију док је гледала њен ТВ серијал Елен.

## Филмографија

### Филм
| Година | Назив                                           |
| ------ | ----------------------------------------------- |
| 2010   | Mr. Ross                                        |
| 2011   | Elizabeth Taylor's Video Will                   |
| 2011   | Pudding Face                                    |
| 2012   | My Best Day                                     |
| 2012   | Hannah Has a Ho-Phase                           |
| 2014   | Life Partners                                   |
| 2014   | Balls Out                                       |
| 2015   | Giant Sloth                                     |
| 2015   | Ted 2                                           |
| 2015   | Staten Island Summer                            |
| 2015   | Sisters                                         |
| 2016   | The Angry Birds Movie                           |
| 2016   | Finding Dory                                    |
| 2016   | Ghostbusters                                    |
| 2016   | Masterminds                                     |
| 2016   | Office Christmas Party                          |
| 2017   | Rough Night                                     |
| 2017   | Leap!                                           |
| 2017   | Ferdinand                                       |
| 2018   | Irreplaceable You                               |
| 2018   | Family                                          |
| 2018   | The Spy Who Dumped Me                           |
| 2019   | Yesterday                                       |
| 2019   | Bombshell                                       |
| 2020   | The Magic School Bus Rides Again: Kids in Space |
| 2022   | The Bubble                                      |
| 2022   | DC League of Super-Pets                         |
| 2023   | Barbie                                          |

### Телевизија
| Година         | Назив                                       |
| -------------- | ------------------------------------------- |
| 2007–2010      | The Big Gay Sketch Show                     |
| 2008           | Mayne Street                                |
| 2010           | We Have to Stop Now                         |
| 2010           | Concierge: The Series                       |
| 2010           | Vag Magazine                                |
| 2010–2011      | Robotomy                                    |
| 2010–2016      | The Venture Bros.                           |
| 2011           | The Back Room                               |
| 2011           | The 40-Year-Old 20-Year-Old                 |
| 2012–2022      | Saturday Night Live                         |
| 2012           | Saturday Night Live Weekend Update Thursday |
| 2013           | Toy Story of Terror!                        |
| 2013           | Hudson Valley Ballers                       |
| 2014           | Comedy Bang! Bang!                          |
| 2014–2015      | The Awesomes                                |
| 2015           | China, IL                                   |
| 2015           | The Spoils Before Dying                     |
| 2015           | Difficult People                            |
| 2015           | Moonbeam City                               |
| 2015–2016      | Family Guy                                  |
| 2015–present   | Nature Cat                                  |
| 2016           | 31st Independent Spirit Awards              |
| 2016           | Maya & Marty                                |
| 2016           | The Simpsons                                |
| 2017           | Friends from College                        |
| 2017–2018 2020 | The Magic School Bus Rides Again            |
| 2018           | Sesame Street                               |
| 2019           | Breakfast, Lunch & Dinner                   |
| 2022           | Joe vs. Carole                              |